# Directory of Open Access Repositories
El Directory of academic open access repositories, o OpenDOAR, és un directori internacional autoritzat de repositoris acadèmics d'accés obert, desenvolupat per la Universitat de Nottingham del Regne Unit.

## Història i evolució
El llançament del directori OpenDOAR començà amb el desenvolupament d'un projecte de col·laboració conjunta entre la Universitat de Nottingham, al Regne Unit, i la Universitat de Lund, a Suècia, sobre un nou servei per a l'accés obert a la investigació de la informació. Ambdues institucions tenien una llarga trajectòria en l'àrea d'accés obert. La Universitat de Lund va ser la impulsora del Directori de Revistes d'Accés Obert DOAJ, d'àmbit internacional. La Universitat de Nottingham és la responsable del projecte de repositoris institucionals SHERPA i executa la base de dades SHERPA/RoMEO, que s'utilitza a tot el món com una referència per a les polítiques de drets d'autor dels editors.
OpenDOAR ha estat identificat com un recurs clau per a la comunitat d'accés obert i, també, com el líder entre els directoris de repositoris en un estudi de la Universitat Johns Hopkins. Els repositoris allotjats en el directori han estat prèviament analitzats per un equip d'especialistes, els quals avaluen de forma manual i detallada la qualitat de la informació que contenen. Això permet proporcionar les eines i el suport als seus administradors dels repositoris i als proveïdors de serveis per a l'intercanvi de les millors pràctiques i per a la millora de la qualitat de la seva infraestructura. El contingut d'OpenDOAR és accessible tant per als usuaris que treballen en articles de recerca com per als proveïdors de serveis i motors de cerca.
El creixement de OpenDOAR en el temps ha estat espectacular. El desembre del 2005 existien 28 repositoris registrats. El juliol del 2008, el directori comprenia més de 1100 dipòsits institucionals, dels quals 23 eren espanyols. El maig de 2012 ja eren 2183 els repositoris registrats. A finals de desembre de 2015 el nombre de repositoris allotjats vorejava els 3000, dels quals uns 120, eren espanyols.

## Característiques
Entre les opcions disponibles del directori es troben les de:
- cercar repositoris,
- cercar dins dels continguts dels repositoris,
- llistat de repositoris institucionals organitzat per països o zones geogràfiques,
- crear estadístiques dels repositoris

El lloc possibilita fer cerques d'informació amb diversos criteris: la llengua, el país, la temàtica, el programari, el tipus de contingut, etcètera. Addicionalment ofereix, als especialistes que atenen, tant directori com els repositoris, eines que faciliten als seus administradors compartir les millors pràctiques i experiències amb l'objectiu de garantir la qualitat de la seva infraestructura.

## Finançament
Els finançadors del projecte OpenDOAR són l'Open Society Institute (OSI), el Joint Information Systems Committee (JISC), organisme de finançament del Regne Unit, i també el Consorci de Biblioteques de Recerca (CURL) i SPARC Europe, una aliança de les biblioteques europees d'investigació, organitzacions de biblioteques i institucions de recerca. Amb el temps, l'equip de SHERPA de la Universitat de Nottingham completà el treball de desenvolupament original i, actualment, OpenDOAR és finançat per JISC, amb aportacions de l'organització d'acollida, el Centre de Recerca Communcations (CRC). El Directori continua desenvolupant-se en la funcionalitat i contingut.